# Heinrich Hoffmann
Heinrich Hoffmann, nemški psihiater, pesnik in pisatelj, * 13. junij 1809, Frankfurt ob Majni, † 20. september 1894, Frankfurt na Majni. 

## Življenje
Njegov oče je bil arhitekt in mestni gradbeni inšpektor. Po končani gimnaziji v Frankfurtu je v letih 1829-1832 študiral medicino v Heidelbergu in Halleju, kjer je leta 1833 promoviral. Po krajšem bivanju v Parizu, se je avgusta 1834 vrnil v Frankfurt, kjer mu je leta 1935 mestna uprava dodelila delovno mesto zdravnika v pokopališki mrtvašnici. Poleg tega je bil dejaven kot zdravnik splošne medicine in porodničar, v letih 1835−1846 je delal tudi v bolnišnici za reveže. Leta 1836 je postal član prostozidarske lože Zur Einigkeit, vendar jo je čez nekaj let spet zapustil, ker ni sprejemala judovskih prostozidarjev. Leta 1840 se je poročil s hčerjo frankfurtskega klobučarskega tovarnarja Therese Donner, s katero je imel tri otroke. V letih 1844-1851 je poučeval anatomijo na frankfurtskem inštitutu Senckenberg. 
Leta 1848 je bil poslanec v frankfurtskem predparlamentu in na svojem domu gostil poznejšega revolucionarja Friedricha Heckerja. Hoffmann sam je zagovarjal ustavno monarhijo pod pruskim vodstvom. V svojih satiričnih spisih je jasno nastopil proti republikancem. Leta 1866 je zagovarjal aneksijo Svobodnega mesta Frankfurt s strani Prusije.
Od leta 1851 do upokojitve leta 1888 je bil direktor frankfurtskega Zavoda za duševno bolne in bolnike z epilepsijo, takratne psihiatrične klinike v Frankfurtu ob Majni. Hoffmann velja za pionirja pedopsihiatrije. Po upokojitvi je napisal spomine, ki so bili objavljeni šele leta 1926. Po njem je imenovana ulica v Frankfurtu, kjer se nahaja Center za psihiatrijo frankfurtske univerzitetne klinike. Njemu sta posvečena dva muzeja in več spominskih plošč. Hoffmann je v Frankfurtu v času svojega življenja postal ugledna in znana osebnost ter je bil član več nepolitičnih javnih ustanov, mdr. frankfurtskega umetnostnega muzeja in Mozartove fundacije.

## Literarno delo
Od leta 1842 je pod različnimi psevdonimi objavljal pesmi in gledališka dela. Svetovno znan pa je postal z otroško slikanico Peter Kušter, ki jo je sam napisal in ilustriral v adventu 1844. Prvič je izšla leta 1845. 
Leta 1851 pa je objavil božično pravljico „König Nußknacker und der arme Reinhold“. V njej igra posebno vlogo hrestač.
Hoffmann je objavil tudi večje število drugih leposlovnih del, med drugim tudi satire in (pogosto humorne) pesmi za odrasle. Njegove satire kažejo na močan osebni skepticizem do vseh vrst ideologij ter na odpor do religioznega, filozofskega ali političnega fanatizma.